# لیگ برتر فوتبال ارمنستان
لیگ برتر فوتبال ارمنستان (به ارمنی: Բարձրագույն Խումբ) معتبرترین لیگ فوتبال در کشور ارمنستان است که از سال ۱۹۹۲ تاکنون برگزار می‌شود. این لیگ از ۸ تیم که از سراسر کشور ارمنستان در آن شرکت می‌کنند برگزار می‌شود.
پیونیک با ۱۷ قهرمانی پرافتخارترین تیم این سری مسابقات به حساب می‌آید.

## باشگاه‌های حاضر در فصل ۱۶–۲۰۱۵
| باشگاه        | موقعیت                         | ورزشگاه                      | گنجایش |
| ------------- | ------------------------------ | ---------------------------- | ------ |
| آلاشکرت       | ایروان (ناحیه شنگاویت)         | ورزشگاه آلاشکرت              | ۶٬۸۵۰  |
| آرارات ایروان | ایروان (ناحیه کنترون)          | Vazgen Sargsyan              | ۱۴٬۴۰۳ |
| بانانتس       | ایروان (ناحیه مالاتیا سباستیا) | ورزشگاه بانانتس              | ۵٬۰۱۰  |
| گاندزاسار     | کاپان                          | ورزشگاه گاندزاسار            | ۳٬۵۰۰  |
| میکا          | ایروان (ناحیه شنگاویت)         | ورزشگاه میکا                 | ۷٬۲۵۰  |
| پیونیک        | ایروان (ناحیه آوان)            | ورزشگاه آکادمی فوتبال ایروان | ۱٬۴۲۸  |
| شیراک         | گیومری                         | ورزشگاه شهر گیومری           | ۲٬۸۴۴  |
| اولیس         | ایروان (ناحیه کنترون)          | Vazgen Sargsyan              | ۱۴٬۴۰۳ |

## قهرمانان دوره شوروی
| - ۱۹۳۶ دینامو ایروان - ۱۹۳۷ دینامو ایروان - ۱۹۳۸ آرارات ایروان - ۱۹۳۹ آرارات ایروان - ۱۹۴۰ آرارات ایروان - ۱۹۴۱–۴۴ برگزار نشد - ۱۹۴۵ آرارات ایروان - ۱۹۴۶ دینامو ایروان - ۱۹۴۷ دینامو ایروان - ۱۹۴۸ دینامو ایروان - ۱۹۴۹ دینامو ایروان - ۱۹۵۰ Urogai Yerevan | - ۱۹۵۱ Stroitel Yerevan - ۱۹۵۲ آرارات ایروان - ۱۹۵۳ Krasnoe Znamya Leninakan - ۱۹۵۴ آرارات ایروان - ۱۹۵۵ Himik Kirovokan - ۱۹۵۶ SKIF Yerevan - ۱۹۵۷ Krasnoe Znamya Leninakan - ۱۹۵۸ SKIF Yerevan - ۱۹۵۹ SKIF Yerevan - ۱۹۶۰ Tekstilshik Leninakan - ۱۹۶۱ Tekstilshik Leninakan - ۱۹۶۲ Tekstilshik Leninakan | - ۱۹۶۳ لوکوموتیو ایروان - ۱۹۶۴ Himik Kirovokan - ۱۹۶۵ آراکس ایروان - ۱۹۶۶ الکتروتکنیک ایروان - ۱۹۶۷ کوتایک - ۱۹۶۸ آراکس ایروان - ۱۹۶۹ آراکس ایروان - ۱۹۷۰ موتور ایروان - ۱۹۷۱ SKIF Yerevan - ۱۹۷۲ Zvezda Yerevan - ۱۹۷۳ کوتایک - ۱۹۷۴ SKIF Yerevan | - ۱۹۷۵ کوتایک - ۱۹۷۶ کوتایک - ۱۹۷۷ آراکس ایروان - ۱۹۷۸ آرابکیر - ۱۹۷۹ آراگاتس - ۱۹۸۰ آراگاتس - ۱۹۸۱–۸۶ برگزار نشد - ۱۹۸۷ آراگاتس - ۱۹۸۸ الکترون ایروان - ۱۹۸۹ لرناگورتس کاپان - ۱۹۹۰ آرارات ایروان - ۱۹۹۱ لرناگورتس کاپان |

## برندگان
| سال     | قهرمان (تعداد عناوین)    | نایب قهرمان      | مقام سوم             | برترین گلزنان (باشگاه (های) برترین گلزنان)                   | گل‌های زده |
| ------- | ------------------------ | ---------------- | -------------------- | ------------------------------------------------------------ | --------- |
| ۱۹۹۲    | شیراک، پیونیک            | —                | بانانتس              | واهه یاقموریان (آرارات ایروان)                               | ۳۸        |
| ۱۹۹۳    | آرارات ایروان            | شیراک            | بانانتس              | آندرانیک هوسپیان (بانانتس) گغام هوهانیسیان (پیونیک)          | ۲۶        |
| ۱۹۹۴    | شیراک (۲)                | پیونیک           | آرارات ایروان        | آرسن آوتیسیان (پیونیک)                                       | ۳۹        |
| ۱۹۹۵    | فصل انتقالی (بدون برنده) | —                | —                    | —                                                            | —         |
| ۹۶–۱۹۹۵ | پیونیک (۲)               | شیراک            | ایروان               | آرائیک آدامیان (شیراک)                                       | ۲۸        |
| ۹۷–۱۹۹۶ | پیونیک (۳)               | آرارات ایروان    | باشگاه فوتبال ایروان | آرسن آوتیسیان (پیونیک)                                       | ۲۴        |
| ۱۹۹۷    | باشگاه فوتبال ایروان     | شیراک            | باشگاه فوتبال اربونی | آرتور پتروسیان (شیراک)                                       | ۱۸        |
| ۱۹۹۸    | آراکس آرارات             | شیراک            | باشگاه فوتبال ایروان | آرا هاکوبیان (دوین آرتاشات)                                  | ۲۰        |
| ۱۹۹۹    | شیراک (۳)                | آرارات ایروان    | آراکس آرارات         | شیراک ساریکیان (آراکس آرارات)                                | ۲۱        |
| ۲۰۰۰    | آراکس آرارات (۲)         | آرارات ایروان    | شیراک                | آرا هاکوبیان (آراکس آرارات)                                  | ۲۱        |
| ۲۰۰۱    | پیونیک (۴)               | زوارتنوتس-ای‌ای‌ال | اسپارتاک ایروان      | آرمان کارامیان (پیونیک)                                      | ۲۱        |
| ۲۰۰۲    | پیونیک (۵)               | شیراک            | بانانتس              | آرمان کارامیان (پیونیک)                                      | ۳۶        |
| ۲۰۰۳    | پیونیک (۶)               | بانانتس          | شیراک                | آرا هاکوبیان (بانانتس)                                       | ۴۵        |
| ۲۰۰۴    | پیونیک (۷)               | میکا             | بانانتس              | ادگار مانوچاریان (پیونیک) گالوست پتروسیان (پیونیک)           | ۲۱        |
| ۲۰۰۵    | پیونیک (۸)               | میکا             | بانانتس              | نشان ارزرومیان (کیلیکیا)                                     | ۱۸        |
| ۲۰۰۶    | پیونیک (۹)               | بانانتس          | میکا                 | آرام هاکوبیان (بانانتس)                                      | ۲۵        |
| ۲۰۰۷    | پیونیک (۱۰)              | بانانتس          | میکا                 | مارکوس پیزلی (آرارات ایروان)                                 | ۲۲        |
| ۲۰۰۸    | پیونیک (۱۱)              | آرارات ایروان    | گاندزاسار کاپان      | مارکوس پیزلی (آرارات ایروان)                                 | ۱۷        |
| ۲۰۰۹    | پیونیک (۱۲)              | میکا             | اولیس                | آرتور کوچاریان (اولیس)                                       | ۱۵        |
| ۲۰۱۰    | پیونیک (۱۳)              | بانانتس          | اولیس                | مارکوس پیزلی (پیونیک) گئورگ قازاریان (پیونیک)                | ۱۶        |
| ۲۰۱۱    | اولیس                    | گاندزاسار کاپان  | پیونیک               | برونو سزار (بانانتس)                                         | ۱۶        |
| ۱۳–۲۰۱۲ | شیراک (۴)                | میکا             | گاندزاسار کاپان      | نورایر گیوزالیان (ایمپالس)                                   | ۲۱        |
| ۱۴–۲۰۱۳ | بانانتس                  | شیراک            | میکا                 | میهران ماناسیان (آلاشکرت)                                    | ۱۷        |
| ۱۵–۲۰۱۴ | پیونیک (۱۴)              | اولیس            | شیراک                | سزار رومرو سامورا (پیونیک) ژان-ژاک بوگویی (شیراک)            | ۲۱        |
| ۱۶–۲۰۱۵ | آلاشکرت                  | شیراک            | پیونیک               | Héber (آلاشکرت) میهران ماناسیان (آلاشکرت)                    | ۱۶        |
| ۱۷–۲۰۱۶ | آلاشکرت (۲)              | گاندزاسار کاپان  | شیراک                | آرداک یدیگاریان (آلاشکرت) میهران ماناسیان (آلاشکرت)          | ۱۳        |
| ۱۸–۲۰۱۷ | آلاشکرت (۳)              | بانانتس          | گاندزاسار کاپان      | گغام هاروتیونیان (گاندزاسار کاپان) آرداک یدیگاریان (آلاشکرت) | ۱۲        |
| ۱۹–۲۰۱۸ | Ararat-Armenia (۱)       | پیونیک           | اورارتو              | ژونل دزیره (لوری)                                            | ۱۷        |
| ۲۰–۲۰۱۹ | Ararat-Armenia (۲)       | نوآ              | آلاشکرت              | موری کونه (شیراک)                                            | ۲۳        |

## حضور بر پایه باشگاه
| باشگاه (تعداد فصل‌ها)           | قهرمانان | نایب قهرمانان | سال‌های قهرمانی |
| ------------------------------ | -------- | ------------- | --- |
| باشگاه فوتبال پیونیک           | 14       | 2             | لیگ برتر فوتبال ارمنستان ۱۹۹۲ (مشترکا), لیگ برتر فوتبال ارمنستان ۹۶–۱۹۹۵, لیگ برتر فوتبال ارمنستان ۹۷–۱۹۹۶, لیگ برتر فوتبال ارمنستان ۲۰۰۱, لیگ برتر فوتبال ارمنستان ۲۰۰۲, لیگ برتر فوتبال ارمنستان ۲۰۰۳, لیگ برتر فوتبال ارمنستان ۲۰۰۴, لیگ برتر فوتبال ارمنستان ۲۰۰۵, لیگ برتر فوتبال ارمنستان ۲۰۰۶, لیگ برتر فوتبال ارمنستان ۲۰۰۷, لیگ برتر فوتبال ارمنستان ۲۰۰۸, لیگ برتر فوتبال ارمنستان ۲۰۰۹, لیگ برتر فوتبال ارمنستان ۲۰۱۰, لیگ برتر فوتبال ارمنستان ۱۵–۲۰۱۴ |
| باشگاه فوتبال شیراک            | 4        | 7             | لیگ برتر فوتبال ارمنستان ۱۹۹۲ (مشترکا), لیگ برتر فوتبال ارمنستان ۱۹۹۴, لیگ برتر فوتبال ارمنستان ۱۹۹۹, لیگ برتر فوتبال ارمنستان ۱۳–۲۰۱۲ |
| باشگاه فوتبال آلاشکرت          | 3        | –             | لیگ برتر فوتبال ارمنستان ۱۶–۲۰۱۵, لیگ برتر فوتبال ارمنستان ۱۷–۲۰۱۶, لیگ برتر فوتبال ارمنستان ۱۸–۲۰۱۷ |
| باشگاه فوتبال آراکس آرارات     | 2        | –             | لیگ برتر فوتبال ارمنستان ۱۹۹۸, لیگ برتر فوتبال ارمنستان ۲۰۰۰ |
| Ararat-Armenia                 | 2        | –             | لیگ برتر فوتبال ارمنستان ۱۹–۲۰۱۸, لیگ برتر فوتبال ارمنستان ۲۰–۲۰۱۹ |
| باشگاه فوتبال اورارتو          | 1        | 6             | لیگ برتر فوتبال ارمنستان ۱۴–۲۰۱۳ |
| باشگاه فوتبال آرارات ایروان    | 1        | 4             | لیگ برتر فوتبال ارمنستان ۱۹۹۳ |
| باشگاه فوتبال اولیس            | 1        | 1             | لیگ برتر فوتبال ارمنستان ۲۰۱۱ |
| باشگاه فوتبال ایروان           | 1        | –             | لیگ برتر فوتبال ارمنستان ۱۹۹۷ |
| باشگاه فوتبال میکا             | –        | 4             | |
| باشگاه فوتبال گاندزاسار کاپان  | –        | 2             | |
| باشگاه فوتبال زوارتنوتس-ای‌ای‌ال | –        | 1             | |
| باشگاه فوتبال نوآ              | –        | 1             | |

- هومنتمن ایروان نام پیشین پیونیک ایروان است..
- Tsement Ararat نام پیشین آراکس آرارات است.

## نگارخانه